# Etničko čišćenje
Etničko čišćenje eufemistički je naziv za nasilnu promjenu etničkog sastava nekog područja, i to smaknućima, protjerivanjem stanovništva ili preseljavanjem stanovništva s ciljem promjene etničke strukture na nekom području.
Čin je u pravilu, psihološki i fizički, nasilan prema ciljanoj "neodgovarajućoj" etničkoj skupini (ne nužno uvijek i manjinskoj) na određenom području. Vrši se prisilan izgon i progon, odnosno raznim mjerama pritiska stanovnike se dovede u takav položaj da oni sami napuste područje. Nekad se radi o napuštanju radi izbjegavanja onoga što bi moglo biti ili o napuštanju ozemlja kao posljedica neposredno izvršene prijetnje, pa napadnute skupine napuštaju svoje domove. Treća je mogućnost i kada ciljana etnička (ili kulturna ili civilizacijska) skupina unatoč svim pritiscima ne želi napustiti svoje domove, pa ih izvršitelji etničkog čišćenja fizički i prisilno odvedu s ciljanog područja.
Pojam etničko čišćenje ušao je u politički rječnik 1990-ih godina. 

## Primjeri kroz povijest
- Tiglat-Pileser III. (745. – 727. pr. Kr.), kralj Asirije, je bio prvi vladar koji je uveo prisilno preseljavanje kao službenu politiku. Pod njegovom vlašću, pola stanovništva osvojene zemlje bi se moralo odseliti, a njihove kuće bi dobili doseljenici iz drugih područja. Tiglatovi nasljednici su nastavili s ovom politikom, a nakon njih čak i Babilonci, Grci i Rimljani.[2]
- U Bibliji, Knjizi Izlaska 17, prorok Samuel naređuje Židovima uništenje i protjerivanje naroda Amalek.[3]

- Babilonsko ropstvo - nakon što je Nabukodonosor II. osvojio kraljevstvo Juda, Židovi su deportirani u Babilon od 586. g. pr. Kr. Nakon što je Babilon osvojilo Perzijsko Carstvo godine 539. pr. Kr., perzijski vladar Kir Veliki je Židovima dozvolio da se vrate u svoju domovinu.[4]
- Edvard I. Dugonogi je 1290. donio zakon kojim je protjerao sve Židove iz Engleske zbog glasina o njihovim "ritualnim ubojstvima" i "vandaliziranja hostija". Zakon je trajao 366 godina, nakon čega je 1656. napokon ukinut čime je opet dozvoljeno tom narodu doseliti se u Englesku.[5] Židovi su također protjerivani iz Francuske (1306.), Mađarske (1349. – 1360.), Provanse (1394. i 1490.), Austrije (1421.), Litve (1445.), Krakova (1494),  Portugala (1497.) te Španjolske 1492.[6]
- Statut iz Kilkennyja je 1366. u Irskoj zabranio irski jezik, irska imena i irske sportove. Mnogi Irci su nasilno raseljeni na zapadni dio otoka, kako bi se omogućilo da engleski doseljenici zauzmu što više te zemlje.[7]
- Al-Andalus je bilo arapsko ime za dijelove Iberijskog poluotoka pod vlašću španjolskih muslimana ili Maura u razdoblju od 711. do 1492. godine. Nakon što je Španjolska ponovno taj dio zemlje vratila pod svoju upravu, 1502. je počela protjeravati Muslimane ili ih prisiljavati na krštenje. Nakon više valova netrpeljivosti i progona, konačno su prognani iz Španjolske 1609. (oko 50.000).[8]
- Kolonizacija Južne Amerike - milijuni domorodaca su protjerani ili prisilno raseljeni kako bi europski doseljenici preuzeli njihovu zemlju.
- Tridesetogodišnji rat (1618. – 1648.) je primjer "religioznog čišćenja" jer su sukobljene strane bile katolici i protestanti. Kada su katoličke snage osvojile protestantsku Bohemiju, oko 150.000 protestanata je protjerano, a oko 30.000 ljudi je smaknuto u Magdeburgu. Preobraćenja iz jedne religiju u drugu su bila najlakši način spašavanja života.[9]
- Godine 1788. bilo je 300.000 Aboridžina u Australiji. Nakon dolaska europskih doseljenika, počelo je protjerivanje, nasilno krštavanje i uništavanje kulture pripadnika tih domorodaca. Godine 1921. bilo je samo 72.000 Aboridžina, nakon čega je njihov broj opet počeo rasti zbog promjene politike australske vlade koja im je postupno počela davati veća prava i autonomiju.[10]
- Engleski vladar Oliver Cromwell je osvojio Irsku te je 1652. nametnuo mjere koje se objašnjavaju kao namjerne politike protjerivanja katoličkog stanovništva iz istočnog dijela Irske.
- Od 1830-ih do 1860-ih, skoro svi preostali američki domorodci su raseljeni iz svoje zemlje u rezervate, čak i protiv svoje volje (Sioux, Comanche).[11]
- stotine tisuća Armenaca je ubijeno, a milijuni su raseljeni iz Otomanskog carstva kako bi se to područje "očistilo" od kršćanskog stanovništva počevši od 1915.[12]
- Od populacije od 3 milijuna, Boljševici su ubili ili deportilrali 300.000 do 500.000 Kozaka širom SSSR-a tijekom Ruskog građanskog rata (1919. – 1920.)[13]
- Razmjena stanovništva između Grčke i Turske 1923. – 1,5 milijuna Grka je iz Turske otišlo u Grčku, a oko 500.000 Turaka je iz Grčke otišlo u Tursku - se katkad smatra etničkim čišćenjem.[14]
- Kako bi uništili pobunu u Libiji, Italija je u 1920-ima i 1930-ima deportirala 100.000 pobunjenika u logore. Također je njihovu zemlju davala talijanskim doseljenicama.[15]
- Tijekom nacizma (1933. – 1945.), Treći Reich je po prvi put izmislio plan za protjerivanje neke "nepoželjne" nacije potpunim uništenjem, te je čak skovan izraz Judenrein ili Judenfrei (čisto od Židova). No i Poljaci, Romi, homoseksualci, jehovini svjedoci i hendikepirani su bili mete istrebljenja po logorima smrti. Prema procjenama, do poraza Trećeg Reicha, u Holokaustu je ubijeno pet do šest milijuna Židova te još toliko nežidova.[16]
- Uspostavom NDH, započeo je masovni progon Srba (1941. – 1945.) pošto su oni činili preko trećinu stanovništva kojeg su zahtijevale ustaše. Ivo Goldstein procjenjuje da je od 2.100.000 Srba koji su se našli u sklopu NDH, poginulo njih oko 330.000 - od toga 82.000 partizana, 23.000 kvislinga i/ili suradnika sila osovine te 217.000 civila koji su bili žrtve fašizma.[17] Stotine tisuća je također protjerano.
- Pojam se koristi u četničkim političkim programima prije i u doba Drugog svjetskog rata. Stevan Moljević je u memorandumu i elaboratu Homogena Srbija zagovarao stvaranje Velike Srbije i njeno etničko čišćenje od drugih naroda.
- Progon Nijemaca nakon Drugog svjetskog rata iz zemalja Europe bio je najveći primjer progona nekog naroda na tom kontinentu. Nametnuvši Nijemcima kolektivnu krivnju za ratne zločine nacista, razne države istočne, ali i zapadne Europe protjerale su ili raselile pripadnike te nacije, obične civile. Prema procjenama, najmanje 11,5 milijuna Nijemaca je tijekom i nakon 1945. protjerano ili se odselilo iz tih područja.[18]
- Nakon podjele britanske azijske kolonije na Indiju i Pakistan 1947., između 10 i 12 milijuna muslimana i hinduista je raseljeno ili je napustilo novostvorene države u kojima njihova religija nije činila većinu. Stotine tisuća ljudi je ubijeno u nemirima tijekom tog razdoblja.[19] Robert Walker navodi da se 7,5 milijuna muslimana preselilo iz Indije u zapadni ili istočni Pakistan (danas Bangladeš), dok je 10 milijuna hinduista iz tog područja migriralo u Indiju.[20]

- Stotine tisuća Azerbajdžanaca je raseljeno širom SSSR-a.[21] Tijekom vladavine Staljina, deseci milijuna pripadnika raznih naroda je raseljeno po Uralu, Sibiru i Kazahstanu kako bi se ostvarili planovi društvenog inženjeringa tog diktatora. Sebag Montefiore procjenjuje da je 28 milijuna seljaka raseljeno na taj način do 1953.[22]
- Arapsko-izraelski rat 1948. doveo je do raseljavanja stotina tisuća Palestinaca iz Izraela te također do egzodusa i progona stotina tisuća Židova iz arapskih i drugih muslimanskih država. Većina njih se doselila u Izrael.[23][24][25]
- Al-Anfal kampanja - masovni progoni, ubijanja i uništavanja imovine Kurda. Zločine je počinila iračka, turska i iranska vlada.
- Zbog palestinske podrške Sadamu Huseinu, Kuvajt je nakon Zaljevskog rata 1991. izbacio 400.000 Palestinaca sa svojeg teritorija.[26]
- Rat u Južnoj Osetiji (1991. – 1992.) - oko 100.000 Oseta je raseljeno iz Gruziji i Južne Osetije, dok je oko 23.000 Gruzijaca protjerano.[27]
- Etničko čišćenje provodilo se u Hrvatskoj i Bosni i Hercegovini u razdoblju 1991. – 1995. masovnim pokoljima, ubojstvima, silovanjima žena i muškaraca, diskriminacijom, zlostavljanjem i drugim sredstvima prisile. Prema optužnici Međunarodnog suda za ratne zločine počinjene na području bivše Jugoslavije (MKSJ) protiv Slobodana Miloševića, iz trećine Hrvatske je protjerano oko 170.000 Hrvata i drugih nesrpskih građana - od toga broja je 20.000 deportirano iz Vukovara a 5.000 iz Iloka[28] - dok je u Bosni zabilježeno oko 2,2 milijuna raseljenih osoba na vrhuncu rata, većinom protjeranih Bošnjaka. Za takva nedjela koje su počinili pobunjeni Srbi, srpski dobrovoljci i JNA za vrijeme velikosrpske pobune i agresije je osuđen i vođa pobunjenih Srba Milan Martić,[29] Momčilo Krajišnik i razni drugi politički službenici. Vojislava Šešelja je optužio MKSJ-a za deportaciju i raseljavanje iz Zvornika, Mostara i Hrtkovaca.[30] S druge strane, HVO je protjerao desetke tisuća Bošnjaka iz Lašvanske doline 1993.
- Rat na Kosovu (1998. – 1999.) - oko 750.000 Albanaca je protjerala Vojska Jugoslavije. Nakon poraza iste, Albanci su se vratili te je potom oko 150.000 Srba protjerano ili raseljeno s Kosova. Vlastimir Đorđević je osuđen na MKSJ-u zbog deportacija i prisilnog raseljavanja.[31]
- Rat u Darfuru je od 2003. do 2010. doveo do raseljavanja: arapski militanti su deportirali stotine tisuća nearapa Darfura.[32]
- Rusko-gruzijski rat 2008. - militanti su protjerali 15.000 Gruzijaca iz Južne Osetije te zapalili njihove kuće kako bi spriječili njihov povratak.[33]

## Vanjske poveznice
- Esej Karyn Becker  Arhivirana inačica izvorne stranice od 23. travnja 2012. (Wayback Machine)
- Etničko čišćenje na Encyclopaedia Britannica
- Etničko čišćenje Kurda na sjeveru Iraka  Arhivirana inačica izvorne stranice od 3. lipnja 2013. (Wayback Machine) Human Rights Watch